# 瓦希塔鎮區 (阿肯色州蒙哥馬利縣)
瓦希塔鎮區（英語：Washita Township）是位於美國阿肯色州蒙哥馬利縣的一個行政鎮區。

## 地方資料
瓦希塔鎮區的面積為121.72平方千米，當中陸地面積為118.55平方千米，而水域面積為3.17平方千米。根據2010年美國人口普查的數據，當地共有人口400人，而人口密度為每平方千米3.29人。